# Sant Pèire dau Chastèu
Saint-Pierre-le-Chastel és un municipi francès situat al departament del Puèi Domat i a la regió d'Alvèrnia-Roine-Alps. L'any 2007 tenia 364 habitants.

## Demografia

### Població
El 2007 la població de fet de Saint-Pierre-le-Chastel era de 364 persones. Hi havia 146 famílies de les quals 36 eren unipersonals (20 homes vivint sols i 16 dones vivint soles), 35 parelles sense fills, 59 parelles amb fills i 16 famílies monoparentals amb fills.
La població ha evolucionat segons el següent gràfic:
Habitants censats

### Habitatges
El 2007 hi havia 216 habitatges, 141 eren l'habitatge principal de la família, 55 eren segones residències i 20 estaven desocupats. 207 eren cases i 7 eren apartaments. Dels 141 habitatges principals, 119 estaven ocupats pels seus propietaris, 16 estaven llogats i ocupats pels llogaters i 7 estaven cedits a títol gratuït; 2 tenien dues cambres, 27 en tenien tres, 31 en tenien quatre i 81 en tenien cinc o més. 101 habitatges disposaven pel capbaix d'una plaça de pàrquing. A 41 habitatges hi havia un automòbil i a 82 n'hi havia dos o més.

### Piràmide de població
La piràmide de població per edats i sexe el 2009 era:
| Homes | Edats   | Dones |
| ----- | ------- | ----- |
| 0     | 95 o +  | 0     |
| 0     | 90 a 94 | 4     |
| 0     | 85 a 89 | 4     |
| 0     | 80 a 84 | 8     |
| 8     | 75 a 79 | 12    |
| 8     | 70 a 74 | 4     |
| 16    | 65 a 69 | 12    |
| 16    | 60 a 64 | 0     |
| 4     | 55 a 59 | 12    |
| 20    | 50 a 54 | 8     |
| 20    | 45 a 49 | 16    |
| 4     | 40 a 44 | 8     |
| 20    | 35 a 39 | 12    |
| 8     | 30 a 34 | 8     |
| 20    | 25 a 29 | 20    |
| 12    | 20 a 24 | 12    |
| 8     | 15 a 19 | 12    |
| 8     | 10 a 14 | 4     |
| 4     | 5 a 9   | 8     |
| 8     | 0 a 4   | 8     |

## Economia
El 2007 la població en edat de treballar era de 230 persones, 186 eren actives i 44 eren inactives. De les 186 persones actives 174 estaven ocupades (101 homes i 73 dones) i 12 estaven aturades (4 homes i 8 dones). De les 44 persones inactives 20 estaven jubilades, 12 estaven estudiant i 12 estaven classificades com a «altres inactius».

### Ingressos
El 2009 a Saint-Pierre-le-Chastel hi havia 137 unitats fiscals que integraven 343,5 persones, la mediana anual d'ingressos fiscals per persona era de 15.695 €.

### Activitats econòmiques
Dels 15 establiments que hi havia el 2007, 3 eren d'empreses extractives, 1 d'una empresa de fabricació d'altres productes industrials, 5 d'empreses de construcció, 1 d'una empresa de comerç i reparació d'automòbils, 4 d'empreses d'hostatgeria i restauració i 1 d'una empresa de serveis.
Dels 6 establiments de servei als particulars que hi havia el 2009, 2 eren guixaires pintors, 2 fusteries, 1 lampisteria i 1 restaurant.
L'any 2000 a Saint-Pierre-le-Chastel hi havia 28 explotacions agrícoles que ocupaven un total de 1.250 hectàrees.

## Poblacions més properes
El següent diagrama mostra les poblacions més properes.